# X-Men (serial animowany 1992)
X-Men (ang. X-Men: The Animated Series, 1992–1997) – kanadyjsko-amerykański serial animowany opowiadający o przygodach ludzi, posiadających gen X, dający im nadludzką moc.

## Bohaterowie

### X-Men
- Profesor X (Profesor Charles Xavier) – ma niebieskie oczy i jest łysy. Jest nauczycielem i żołnierzem. Dawny przyjaciel Magneto. Profesor Xavier jest najpotężniejszym ziemskim telepatą. Potrafi czytać w myślach, łagodzić gniew, hipnotyzować. Jego moc spowodowała jednak, że stracił on władzę w nogach.
- Storm (Ororo Munroe) – ma niebieskie oczy (gdy używa mocy białe) i białe włosy. Jest studentką i królową Wakandy. Storm kontroluje i zmienia pogodę np. deszcz, burza, mgła. Potrafi strzelać samymi grzmotami i latać.
- Phoenix (Jean Grey) – ma zielone oczy i czerwone włosy. Jest nauczycielką. Jean, ma zdolności telepatyczne słabsze niż profesor. Potrafi unosić przedmioty siłą umysłu (telekineza). Miała w sobie energię Phoenix (Feniks), dzięki której jej moc była niezwyciężona.
- Cyclops (Scott Summers) – ma brązowe oczy i włosy. Jest studentem. Potrafi strzelać czerwoną i niszczącą wiązką laserową. Dzięki wizjerowi jest w stanie kontrolować moc.
- Wolverine (Logan) – ma niebieskie oczy i czarne włosy. Był kanadyjskim najemnikiem i żołnierzem. Logan ma sztucznie wszczepiony szkielet z Adamantium (projekt Weapon X), dzięki niemu nie łamią mu się kości, ponadto ma trzy ostre, wysuwane pazury na wierzchach dłoni. Logan jako mutant ma ogromne zdolności regeneracyjne, które pozwalają mu żyć setki lat.
- Ruda (Anna Marie) – ma zielone oczy i rudo-białe włosy. Jest kelnerką. Gdy Rogue dotknie mutanta, pozbawia go mocy na czas nieokreślony. Potrafi również latać i jest bardzo silna.
- Gambit (Remy LeBeau) – ma czerwone oczy i brązowe włosy. Jest cajuńskim złodziejem. Gdy dotknie dowolnego przedmiotu, ładuje go energią kinetyczną i gdy dany przedmiot zderzy się z innym, wybucha. Remy jest również bardzo zwinny. Zakochany w Rogue co wyjawia w 26 odcinku.
- Beast (Hank McCoy) – ma niebieskie oczy i niebieskie futro. Jest naukowcem. Beast ma bardzo silne mięśnie rąk i nóg, dzięki czemu dobrze się wspina. Ma również zdolności akrobacyjne.
- Jubilee (Jubilation Lee) – ma brązowe oczy i czarne włosy. Jest studentką. Jubilee potrafi stworzyć wybuchy plazmatyczne w postaci kolorowych fajerwerków. Jubilee kontroluje moc wybuchów od oślepienia do potężnej detonacji.

### Inni X-Men
- Cable (Nathan Summers) – syn Cyclopsa i Jean Grey. Cable ma niebieskie oczy i białe włosy. W serialu nie ma niezwykłych mocy, lecz prawdopodobnie jest mutantem. Bardzo dobrze strzela z broni palnej.
- Bishop (Lucas Bishop) – przybył z przyszłości w celu zabicia Gambita. Potrafi podobnie jak Rogue odbierać energię, lecz on ją może oddać. Bishop ma brązowe oczy i czarne włosy.
- Nightcrawler (Kurt Wagner) – ma niebieskie ciało. Potrafi się teleportować na krótkie dystanse. Jego matką jest Mystique
- Colossus (Piotr Rasputin) – ma niebieskie oczy i czarne włosy. Jego ciało jest pokryte potężną substancją, dzięki której jest bardzo silny i wytrzymały.
- Archangel (Warren Worthtington III) – był sługą Apocalipsa. Przed transformacją miał białe skrzydła, a po miał metaliczno-organiczne dzięki którym mógł szybciej latać i strzelać wybuchowymi piórami. Warren ma niebieskie oczy i blond włosy.
- Iceman (Robert Drake) – ma brązowe oczy i włosy. Kontroluje lód. Potrafi zrobić z niego ślizgawkę, strzelać lodowymi pociskami i zamienić swoje ciało w lód.
- Psylocke (Elizabeth Braddock) – ma niebieskie oczy i granatowe włosy. Jest telepatką, potrafi strzelać psycho-nożami, które powodują oszołomienie u przeciwnika.
- Morph – wciela się w dowolną osobę, przybierając jej postać, i jest członkiem X-Men. W pierwszym odcinku ginie. Później okazuje się, że jednak żyje, ale wskutek wczepionego mu do mózgu czipu przestaje być sobą i zwraca się przeciwko swoim. Profesor Xavier jednak daje radę mu pomóc, i ten wraca do siebie, ale nie do X-Men.
- Forge – mieszka w przyszłości. Za pomocą czasomierza transmisyjnego wysłał Bishopa w przeszłość.

## Wrogowie
- Magneto (Erik Lehnsherr) – ma niebiesko-szare oczy i srebrne włosy. Kontroluje siły magnetyczne. Potrafi "odpychać siebie od dużych przedmiotów metalowych (pociągi, stalowe schody przez co może unosić się w powietrzu, tworzyć pola elektro-magnetyczne i przyciągać wszystko co jest zrobione z metalu.
- Pyro (John Allerdyce) – ma niebieskie oczy i blond włosy. Potrafi kontrolować ogień, lecz nie potrafi go stworzyć. Używa do tego miotacza ognia.
- Avalanche (Dominic Petros) – ma brązowe oczy i włosy. Potrafi tworzyć fale sejsmiczne za pomocą rąk.
- Juggernaut (Cain Marko) – ma niebieskie oczy i czerwone włosy. Ma magiczne pochodzenie. Przez to jest odporny na wszystko i bardzo silny. Jego słabym punktem są ataki psychiczne.
- Mystique – ma żółte oczy i czerwone włosy. Potrafi zmienić swój wygląd tak aby wyglądać identycznie jak inna osoba. Posiada wtedy część zdolności fizycznych danej osoby. Gdy zmieni się w mutanta posiadającego skrzydła może latać, jeśli zmieni się w umięśnioną osobę również staje się silna. Nie potrafi zmienić swojego zapachu, dzięki czemu mutanci posiadający rozbudowane zmysły powonienia potrafią ją zidentyfikować.
- Blob (Fred Dukes) – ma brązowe oczy i włosy. Dzięki jego otyłości jest odporny na wszelkie ataki.
- Sabertooth (Victor Creed) – moc: siła, regeneracja.
- Omega Red (Arkady Gregorivich) – moc: siła, zwinność, miotanie mackami.
- Shadow King – jest tylko telepatyczną energią.
- Gladiator – moc: siła, wytrzymałość, strzelanie laserem, szybkość.
- Apokalips – moc: kontrola każdej komórki swojego ciała. Potrafi między innymi zmieniać swój wygląd.
- Mojo – reżyser kosmicznego programu, gdzie walczy z mutantami.

## Obsada głosowa
- Cedric Smith –
  - prof. Charles Xavier / Profesor X,
  - różne role
- Norm Spencer –
  - Cyklop / Scott Summers,
  - różne role
- Cal Dodd – Wolverine / Logan
- Catherine Disher – Jean Grey / Feniks
- Iona Morris – Sztorm / Ororo Munroe (sezon I)
- Alison Sealy-Smith – Sztorm / Ororo Munroe (sezon II-V)
- Lenore Zann – Ruda
- George Buza –
  - dr Hank McCoy / Bestia,
  - różne role
- Chris Potter – Gambit / Remy LeBeau (1992-1996)
- Tony Daniels –
  - Gambit / Remy LeBeau (1997),
  - różne role
- Alyson Court – Jubilee / Jubilation Lee
- David Hemblen – Magneto / Erik Lehnsherr (oprócz odc. 52-54)
- George Merner – Magneto / Erik Lehnsherr (odc. 52-54)
- Marc Strange –
  - Forge,
  - różne role
- Philip Akin – Lucas Bishop
- Ron Rubin –
  - Kevin Sydney / Morph
  - różne role
- Lawrence Bayne –
  - Cable / Nathan Summers,
  - Fabian Cortez,
  - różne role
- Len Carlson –
  - senator Robert Kelly,
  - różne role
- John Colicos – Apokalips / En Sabah Nur (sezon I)
- James Blendick – Apokalips / En Sabah Nur (sezony II-V)
- Christopher Britton – Pan Sinister / dr Nathaniel Essex
- Randall Carpenter – Mystique / Raven Darkhölme (sezon I)
- Jennifer Dale –
  - Mystique / Raven Darkhölme (sezon II-V),
  - różne role
- Don Francks –
  - Szablozęby / Graydon Creed Sr.,
  - różne role
- Brett Halsey – dr Bolivar Trask
- David Fox –
  - Master Mold,
  - Strażnicy
- Barry Flatman –
  - Henry Peter Gyrich,
  - różne role
- John Stocker –
  - Graydon Creed Jr.,
  - Leech
  - różne role
- Camilla Scott – księżniczka Lilandra Neramani
- Lally Cadeau – Moira MacTaggert
- Jeremy Ratchford – Banshee / Sean Cassidy
- Stephen Ouimette –
  - Warren Worthington III / Anioł,
  - Cameron Hodge,
  - różne role
- Susan Roman –
  - Callisto,
  - różne role
- Rick Bennett –
  - Juggernaut / Cain Marco,
  - różne role
- Rod Coneybeare –
  - Avalanche / Dominikos Petrakis,
  - różne role
- Graham Haley – Pyro / St. John Allerdyce
- Robert Cait –
  - Blob / Frederick Dukes,
  - Colossus / Piotr Nikołajewicz Rasputin

### Polski dubbing
- Janusz Bukowski –
  - Charles Xavier / Profesor X,
  - różne role
- Robert Czebotar –
  - Scott Summers / Cyklop,
  - różne role
- Tomasz Marzecki – Logan / Wolverine
- Anna Apostolakis –
  - Jean Grey / Feniks,
  - różne role,
- Anna Chitro – Ororo Munroe / Sztorm
- Agata Gawrońska –
  - Ruda,
  - różne role
- Andrzej Arciszewski – dr Hank McCoy / Bestia
- Andrzej Ferenc –
  - Remy LeBeau / Gambit,
  - różne role
- Krystyna Kozanecka –
  - Jubilee / Jubilation Lee (odc. 1-35, 58),
  - różne role
- Iwona Rulewicz – Jubilee / Jubilation Lee (odc. 36-38, sezony IV-V)
- Aleksandra Rojewska – Jubilation Lee / Jubilee (odc. 51-52)
- Paweł Szczesny –
  - Magneto / Erik Lehnsherr (oprócz odc. 55-56),
  - różne role
- Jan Kulczycki –
  - Magneto / Erik Lehnsherr (odc. 55-56),
  - różne role
- Ryszard Nawrocki –
  - Forge,
  - Nathan Summers / Cable (sezon IV),
  - różne role
- Adam Bauman –
  - Lucas Bishop,
  - Graydon Creed Jr.,
  - Fabian Cortez (oprócz odc. 72),
  - różne role
- Mieczysław Morański –
  - Morph / Kevin Sydney (sezony I-IV),
  - Pyro / St. John Allerdyce,
  - Leech,
  - różne role
- Leszek Zduń –
  - Morph / Kevin Sydney (sezon V),
  - Banshee / Sean Cassidy (oprócz odc. 65),
  - różne role
- Jerzy Dominik –
  - senator Robert Kelly (sezony I-III),
  - różne role
- Dariusz Odija –
  - senator Robert Kelly (sezony IV-V)
  - Dominikos Petrakis / Avalanche,
  - Cameron Hodge (odc. 64-65),
  - różne role
- Włodzimierz Bednarski –
  - Cable / Nathan Summers (oprócz sezonu IV),
  - Juggernaut / Cain Marco,
  - różne role
- Marek Obertyn –
  - Apokalips / En Sabah Nur,
  - Strażnicy,
  - Master Mold,
  - Blob / Frederick Dukes,
  - różne role
- Ryszard Olesiński –
  - Pan Sinister / dr Nathaniel Essex,
  - różne role
- Renata Berger –
  - Mystique / Raven Darkhölme,
  - Moira MacTaggert,
  - różne role
- Marek Frąckowiak –
  - Szablozęby / Graydon Creed Sr.,
  - Henry Peter Gyrich,
  - różne role
- Wojciech Machnicki –
  - dr Bolivar Trask,
  - Fabian Cortez (odc. 72),,
  - różne role
- Izabela Dąbrowska –
  - księżniczka Lilandra Neramani,
  - różne role
- Jarosław Boberek –
  - Warren Worthington III / Anioł,
  - Banshee / Sean Cassidy (oprócz odc. 65),
  - Piotr Nikołajewicz Rasputin / Colossus,
  - różne role
- Agnieszka Kunikowska –
  - Callisto,
  - różne role
- Marek Robaczewski –
  - Cameron Hodge (oprócz odc. 64-65)
  - różne role

Źródła:

## Spis odcinków
| N/o            | Polski tytuł                                            | Angielski tytuł                                       |
| -------------- | ------------------------------------------------------- | ----------------------------------------------------- |
|                |                                                         |                                                       |
| SERIA PIERWSZA |                                                         |                                                       |
|                |                                                         |                                                       |
| 01             | Noc Strażników                                          | Night of the Sentinels                                |
|                | Noc Strażników                                          | Night of the Sentinels                                |
| 02             | Noc Strażników                                          | Night of the Sentinels                                |
|                |                                                         |                                                       |
| 03             | Magneto                                                 | Enter Magneto                                         |
|                |                                                         |                                                       |
| 04             | Twarzą W Twarz                                          | Deadly Reunions                                       |
|                |                                                         |                                                       |
| 05             | Uwięzione Serca                                         | Captive Hearts                                        |
|                |                                                         |                                                       |
| 06             | Zimna Zemsta                                            | Cold Vengeance                                        |
|                |                                                         |                                                       |
| 07             | Wyspa niewolników                                       | Slave Island                                          |
|                |                                                         |                                                       |
| 08             | Niepowstrzymany Juggernaut                              | The Unstoppable Juggernaut                            |
|                |                                                         |                                                       |
| 09             | Uleczenie                                               | The Cure                                              |
|                |                                                         |                                                       |
| 10             | Nadejście Apokalipsa                                    | Come the Apocalypse                                   |
|                |                                                         |                                                       |
| 11             | Dni Nowej Przeszłości                                   | Days of Future Past                                   |
|                | Dni Nowej Przeszłości                                   | Days of Future Past                                   |
| 12             | Dni Nowej Przeszłości                                   | Days of Future Past                                   |
|                |                                                         |                                                       |
| 13             | Ostateczna decyzja                                      | The Final Decision                                    |
|                |                                                         |                                                       |
| SERIA DRUGA    |                                                         |                                                       |
|                |                                                         |                                                       |
| 14             | Póki śmierć Nas nie rozłączy                            | Till Death Do Us Part                                 |
|                | Póki śmierć Nas nie rozłączy                            | Till Death Do Us Part                                 |
| 15             | Póki śmierć Nas nie rozłączy                            | Till Death Do Us Part                                 |
|                |                                                         |                                                       |
| 16             | Niech się dzieje co chce                                | Whatever It Takes                                     |
|                |                                                         |                                                       |
| 17             | Czerwony Świt                                           | Red Dawn                                              |
|                |                                                         |                                                       |
| 18             | Historia Wolverine'a                                    | Repo Man                                              |
|                |                                                         |                                                       |
| 19             | Władczyni Bagien                                        | X-Ternally Yours                                      |
|                |                                                         |                                                       |
| 20             | Uciekinierzy czasu                                      | Time Fugitives                                        |
|                | Uciekinierzy czasu                                      | Time Fugitives                                        |
| 21             | Uciekinierzy czasu                                      | Time Fugitives                                        |
|                |                                                         |                                                       |
| 22             | Historia Rudej                                          | A Rogue’s Tale                                        |
|                |                                                         |                                                       |
| 23             | Piękna i Bestia                                         | Beauty & the Beast                                    |
|                |                                                         |                                                       |
| 24             | Modżowizja                                              | Mojovision                                            |
|                |                                                         |                                                       |
| 25             | I znowu razem                                           | Reunion                                               |
|                | I znowu razem                                           | Reunion                                               |
| 26             | I znowu razem                                           | Reunion                                               |
|                |                                                         |                                                       |
| SERIA TRZECIA  |                                                         |                                                       |
|                |                                                         |                                                       |
| 27             | Cień przeszłości                                        | Out of the Past                                       |
|                | Cień przeszłości                                        | Out of the Past                                       |
| 28             | Cień przeszłości                                        | Out of the Past                                       |
|                |                                                         |                                                       |
| 29             | Saga Feniksa, cz. 1: Ofiara                             | Phoenix Saga Part 1: Sacrifice                        |
|                |                                                         |                                                       |
| 30             | Saga Feniksa, cz. 2: Mroczny Całun                      | Phoenix Saga Part 2: The Dark Shroud                  |
|                |                                                         |                                                       |
| 31             | Saga Feniksa, cz. 3: Krzyk Seana                        | Phoenix Saga Part 3: Cry of the Banshee               |
|                |                                                         |                                                       |
| 32             | Saga Feniksa, cz. 4: Gwiezdni Piraci                    | Phoenix Saga Part 4: The Starjammers                  |
|                |                                                         |                                                       |
| 33             | Saga Feniksa, cz. 5: Dziecko Światła                    | Phoenix Saga Part 5: Child of Light                   |
|                |                                                         |                                                       |
| 34             | Dobroczyńca                                             | No Mutant Is an Island                                |
|                |                                                         |                                                       |
| 35             | Obsesja                                                 | Obsession                                             |
|                |                                                         |                                                       |
| 36             | Chłodny powiew                                          | Cold Comfort                                          |
|                |                                                         |                                                       |
| 37             | Dziwna kraina, dzikie serca                             | Savage Land, Strange Heart                            |
|                | Dziwna kraina, dzikie serca                             | Savage Land, Strange Heart                            |
| 38             | Dziwna kraina, dzikie serca                             | Savage Land, Strange Heart                            |
|                |                                                         |                                                       |
| 39             | Opowieść o Czarnym Feniksie, cz. 1: Zaślepiona          | The Dark Phoenix Saga Part 1: Dazzled                 |
|                |                                                         |                                                       |
| 40             | Opowieść o Czarnym Feniksie, cz. 2: Wewnętrzny krąg     | The Dark Phoenix Saga Part 2: The Inner Circle        |
|                |                                                         |                                                       |
| 41             | Opowieść o Czarnym Feniksie, cz. 3: Czarny Feniks       | The Dark Phoenix Saga Part 3: The Dark Phoenix        |
|                |                                                         |                                                       |
| 42             | Opowieść o Czarnym Feniksie, cz. 4: Przeznaczenie       | The Dark Phoenix Saga Part 4: The Fate Of The Phoenix |
|                |                                                         |                                                       |
| 43             | Koniec sieroctwa                                        | Orphan’s End                                          |
|                |                                                         |                                                       |
| 44             | Powrót Juggernauta                                      | Juggernaut Returns                                    |
|                |                                                         |                                                       |
| 45             | Nocny Łowca                                             | Nightcrawler                                          |
|                |                                                         |                                                       |
| 46             | Broń X, kłamstwa i kasety video                         | Weapon X, Lies, & Videotape                           |
|                |                                                         |                                                       |
| SERIA CZWARTA  |                                                         |                                                       |
|                |                                                         |                                                       |
| 47             | Proteus                                                 | Proteus                                               |
|                | Proteus                                                 | Proteus                                               |
| 48             | Proteus                                                 | Proteus                                               |
|                |                                                         |                                                       |
| 49             | Sanktuarium                                             | Sanctuary                                             |
|                | Sanktuarium                                             | Sanctuary                                             |
| 50             | Sanktuarium                                             | Sanctuary                                             |
|                |                                                         |                                                       |
| 51             | Poza granicami dobra i zła, cz. 1: Koniec Czasu         | Beyond Good and Evil Part 1: The End of Time          |
|                |                                                         |                                                       |
| 52             | Poza granicami dobra i zła, cz. 2: Obietnica Apokalipsa | Beyond Good and Evil Part 2: Promise of Apocalypse    |
|                |                                                         |                                                       |
| 53             | Poza granicami dobra i zła, cz. 3: Lazurowa Komnata     | Beyond Good and Evil Part 3: The Lazarus Chamber      |
|                |                                                         |                                                       |
| 54             | Poza granicami dobra i zła, cz. 4: Koniec i Początek    | Beyond Good and Evil Part 4: End and Beginning        |
|                |                                                         |                                                       |
| 55             | Ile znaczy jeden człowiek                               | One Man’s Worth                                       |
|                | Ile znaczy jeden człowiek                               | One Man’s Worth                                       |
| 56             | Ile znaczy jeden człowiek                               | One Man’s Worth                                       |
|                |                                                         |                                                       |
| 57             | Odwaga                                                  | Courage                                               |
|                |                                                         |                                                       |
| 58             | Święta w podziemiach Morloków                           | Have Yourself a Morlock Little X-Mas                  |
|                |                                                         |                                                       |
| 59             | Lotos ze stali                                          | Lotus and the Steel                                   |
|                |                                                         |                                                       |
| 60             | Daremna miłość                                          | Love In Vain                                          |
|                |                                                         |                                                       |
| 61             | Tajemnica Zagubionej Osady                              | Secrets, Not Long Buried                              |
|                |                                                         |                                                       |
| 62             | Senne koszmary Xaviera                                  | Xavier Remembers                                      |
|                |                                                         |                                                       |
| 63             | Rodzinne więzy                                          | Family Ties                                           |
|                |                                                         |                                                       |
| SERIA PIĄTA    |                                                         |                                                       |
|                |                                                         |                                                       |
| 64             | Falanga                                                 | Phalanx Covenant                                      |
|                | Falanga                                                 | Phalanx Covenant                                      |
| 65             | Falanga                                                 | Phalanx Covenant                                      |
|                |                                                         |                                                       |
| 66             | Pakt z Diabłem                                          | A Deal with the Devil                                 |
|                |                                                         |                                                       |
| 67             | Longshot                                                | Longshot                                              |
|                |                                                         |                                                       |
| 68             | Więzy Krwi                                              | Bloodlines                                            |
|                |                                                         |                                                       |
| 69             | Misja Sztorm                                            | Storm Front                                           |
|                | Misja Sztorm                                            | Storm Front                                           |
| 70             | Misja Sztorm                                            | Storm Front                                           |
|                |                                                         |                                                       |
| 71             | Baśniowy Teatr Jubilee                                  | Jubilee’s Fairytale Theater                           |
|                |                                                         |                                                       |
| 72             | Piąty Jeździec                                          | The Fifth Horseman                                    |
|                |                                                         |                                                       |
| 73             | Weterani                                                | Old Soldiers                                          |
|                |                                                         |                                                       |
| 74             | Tajna baza                                              | Hidden Agendas                                        |
|                |                                                         |                                                       |
| 75             | Spuścizna                                               | Descent                                               |
|                |                                                         |                                                       |
| 76             | Ostatni egzamin                                         | Graduation Day                                        |
|                |                                                         |                                                       |